# Kele-Numas-Synagoge

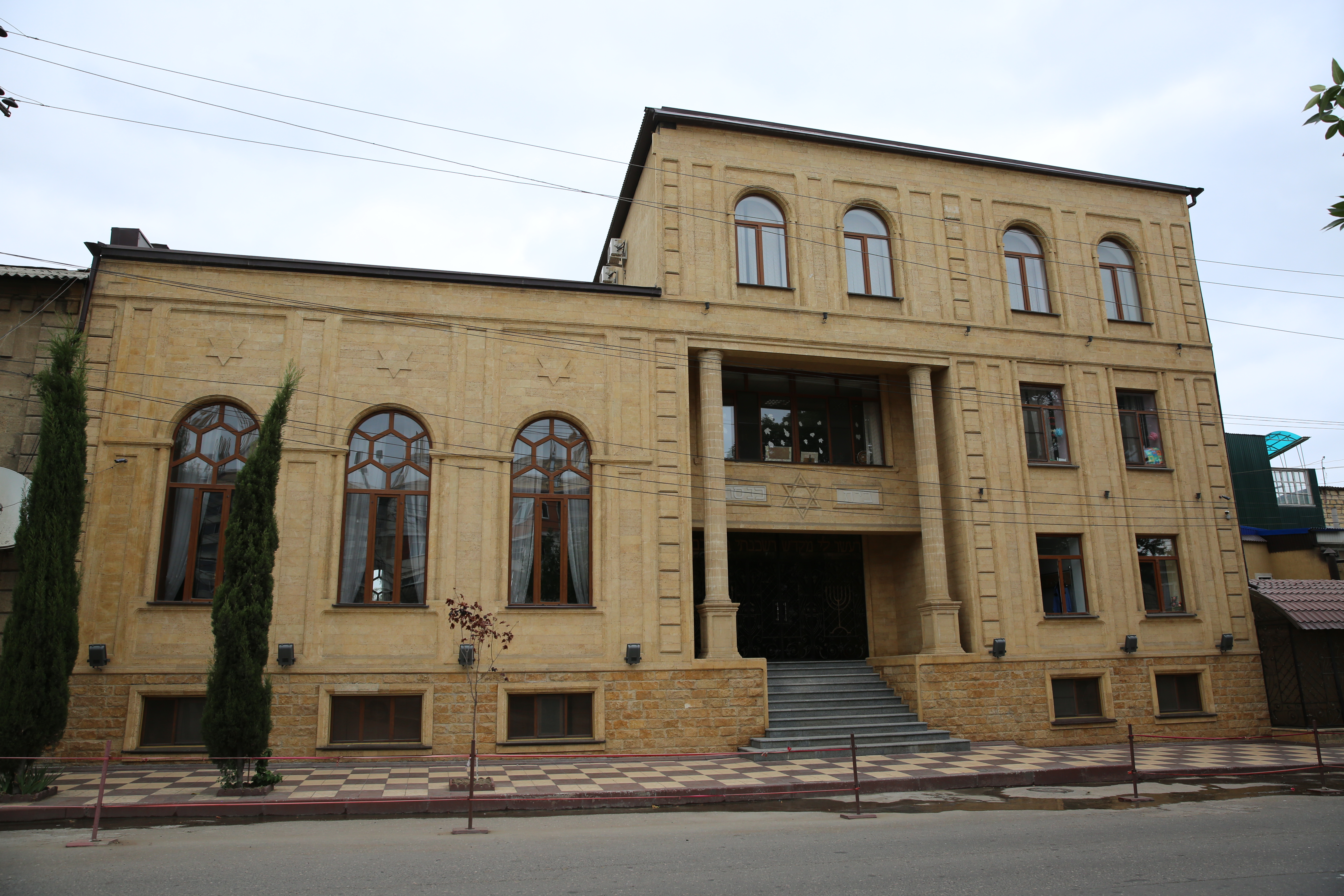
Kele-Numas-Synagoge (2015)

Die Kele-Numas (russisch Келе-Нумаз) ist die einzige erhaltene Synagoge in Derbent in der russischen Teilrepublik Dagestan. Sie wurde am 23. Juni 2024 bei einem Anschlag schwer beschädigt.

## Geschichte und Bedeutung
Die jüdische Gemeinde von Derbent gilt als die älteste noch bestehende im Kaukasus und ist eine von fünf noch existierenden jüdischen Gemeinden in Dagestan. Da ungefähr 30 Prozent der Bergjuden in Derbent lebten, galt die Stadt schon früh als deren religiöses und kulturelles Zentrum. Dieser Status als ein wichtiges jüdisches Zentrum und „Odessa des Kaukasus“ blieb auch in der Sowjetunion erhalten, obwohl zehn der elf Synagogen der Stadt geschlossen wurden. Traditionell siedelten sich die Juden im Stadtzentrum an, wohingegen die Muslime bei der Festung und die orthodoxen Christen am Meeresufer ihre Häuser erbauten. Im Jahr 2010 gehörten sogar 50 Prozent der zirka 7.000 Bergjuden Dagestans zur Gemeinde Derbent, so dass sie die größte jüdische Gemeinde Dagestans und die wichtigste des Ostkaukasus ist.
Das Stadtviertel, in dem sich die Synagoge befindet, ist ein historisch jüdisches Viertel und trug den Namen Kele-Kutsche (russisch Келе-Куче, deutsch: Große Straße). Im Jahr 1914 wurde der Bau der Synagoge durch Gelder von fünf Brüdern finanziert. Dieser Vorgängerbau soll laut einer Inschrift 1914 bei einem Brand beschädigt worden sein. Im Jahr 2004 wurde das Gebäude durch eine Granate beschädigt.
Im Jahr 2009 wurde mit dem Umbau der Synagoge begonnen. Dieser kam einem Neubau gleich. Beim Abriss des baufälligen Vorgängerbaus von 1914 fand man dessen Grundstein mit den Baudaten. Für den Neubau verwendete man die Steine des denkmalgeschützten Vorgängerbaus und baute ihn ansonsten mit modernen Baumaterialien wieder auf. Die Eröffnung des Baukomplexes, zu dem neben der Synagoge ein Kindergarten, ein Museum, eine Bibliothek, Geschäfte und ein Hotel gehören, erfolgte am 23. März 2010 in Anwesenheit des Präsidenten Magomedow sowie des russischen Oberrabbiners Berel Lazar. Die zugehörige Fläche wurde so auf 2.500 Quadratmeter vergrößert und in der Synagoge finden nun 3000 Menschen Platz. Die Synagoge steht als „Denkmal der Stadtplanung und Architektur“ in der Kategorie „Regionale Bedeutung“ unter Denkmalschutz.
Bei einer Serie von Terroranschlägen in Dagestan, die sich am 23. Juni 2024 gegen christliche und jüdische Sakralbauten richtete, wurde die Synagoge in Brand gesetzt. Der Brand, der mehrere Stunden lang nicht gelöscht werden konnte, zerstörte unter anderem den Gebetsraum.

## Baubeschreibung
Das Gebäude hat eine Grundfläche von 500 Quadratmetern. Der Gebetsraum im Westteil wird genauso durch Rundfenster hervorgehoben wie das Obergeschoss des Ostteils. In dieses führt eine von Säulen flankierte Treppe. Zur Innenausstattung gehören aufwendige Holz- und Steinschnitzereien. Zu den Besonderheiten der Synagogen der Bergjuden zählt die Aufbewahrung der Thorarolle in Hüllen aus weißem Segeltuch und besticktem Samt mit silbernen Kappen, die sich auch hier finden. Oberhalb der Fenster des Gebetsraums und über dem Portal finden sich Davidstern-Reliefs. Lisenen und Gesimse untergliedern die Straßenfassade und das Kellergeschoss hebt sich zusätzlich durch Bossenwerk vom Rest des Gebäudes ab. 